# ヴァーフ川
ヴァーフ川（ドイツ語: Waag [vaːk] ( 音声ファイル)、ハンガリー語: Vág、ポーランド語: Wag、スロバキア語: Váh [ʋaːx]）とは、スロバキア最長の川である。

## 概要
ドナウ川の左岸側にあり、支流の黒ヴァーフ川（Čierny Váh）を含めると406kmの長さを有する。主な支流は二つあり、高タトラ山地を起源とする白ヴァーフ川（Biely Váh）と低タトラ山地を起源とする黒ヴァーフ川（Čierny Váh）である。川は北及び西スロバキアを流れ、コマールノでドナウ川に合流する。
川には運河やダム（黒ヴァーフ川水力ダム等）が設置されており、1930年代から第二次世界大戦後にかけて作られた16の水力発電所がある。
高速道路のD1号線や、ブラチスラヴァ-ジリナ-コシツェを結ぶ鉄道はヴァーフ川に沿って作られている。

## 支流

### 右岸
- ベラー川（スロバキア語版）
- オラヴァ川（スロバキア語版）
- ヴァリーンカ川（スロバキア語版）
- キスツァ川（スロバキア語版）
- パプラドニアンカ川（スロバキア語版）
- ビエラ・ヴォーダ川（スロバキア語版）
- レドニツァ川（スロバキア語版）
- ヴラーラ川（スロバキア語版）
- クラネクニカ川（スロバキア語版）
- デュボヴァー川（スロバキア語版）
- ホルニー・デュドヴァーフ川（スロバキア語版）
- マリー・デュナイ川（スロバキア語版）

### 左岸
- ボツァ川（スロバキア語版）
- シュチアフニツァ川（スロバキア語版）
- デマノフカ川（スロバキア語版）
- ルプチャンカ川（スロバキア語版）
- レヴーツァ川（スロバキア語版）
- リュボフニアンカ川（スロバキア語版）
- トゥリエツ川（スロバキア語版）
- ロシンカ川（スロバキア語版）
- ライチャンカ川（スロバキア語版）
- ドマニザンカ川（スロバキア語版）
- プルジンカ川（スロバキア語版）
- テプリチュカ川（スロバキア語版）
- ヤルチエ川（スロバキア語版）
- ニトラ川（スロバキア語版）

## 周辺の町村
- リプトフスキー・ハラードク（スロバキア語版）
- リプトフスキー・ミクラーシュ
- ルジョムベロク
- フルーツキ（スロバキア語版）
- ジリナ
- ビツチャ（スロバキア語版）
- ポヴァツシュカー・ビチュリカ（スロバキア語版）
- プーチョフ（スロバキア語版）
- イラヴァ（スロバキア語版）
- ドゥブニカ・ナド・ヴァフォーム（スロバキア語版）
- ネムソヴァー（スロバキア語版）
- トレンチーン
- ノヴェー・メスト・ナド・ヴァフォーム（スロバキア語版）
- ピエシュチャニ
- レオポルドフ（スロバキア語版）
- フロホヴェック（スロバキア語版）
- セレド（スロバキア語版）
- サラ（スロバキア語版）
- コラーロヴォ（スロバキア語版）
- コマールノ